# ریوا (مریلند)
ریوا (به انگلیسی: Riva) شهری در ایالت مریلند کشور ایالات متحده آمریکا است که جمعیت آن در سرشماری سال ۲۰۱۰ میلادی، ۴٬۰۷۶ نفر بوده‌است.